# Círculo Cultural de Macau
O Círculo Cultural de Macau (CCM) foi uma associação cultural de matriz portuguesa fundado em 1950 pelo ilustre macaense Pedro José Lobo, com sede em Macau.
O objectivo principal do Círculo Cultural de Macau era "promover a divulgação da cultura artístico-literária, especialmente a portuguesa [...] e tornar Macau, sob todos os seus múltiplos aspectos, melhor e mais perfeitamente conhecida na Metrópole, nas restantes colónias portuguesas e em todos os pontos do mundo onde se fale a língua-pátria". O CCM apoiou a actuação de vários artistas de renome internacional e local no Teatro D. Pedro V (ex: o quarteto afro-americano Golden Gates da Califórnia), patrocinou exposições de trabalhos de pintores (ex: Luís Dumée), organizou debates e conferências, editou livros e promoveu actividades desportivas e emissões radiofónicas.
Para além do seu presidente e fundador Pedro José Lobo, que era a força motora e alma da associação, o Círculo Cultural de Macau contava também com vários sócios importantes ligados à administração local, às forças armadas ou a outras profissões, tais como o Governador Albano Rodrigues de Oliveira, José Silveira Machado e Luís Gonzaga Gomes.
O Círculo Cultural de Macau, em colaboração com vários escritores e jornalistas importantes de Macau, publicava mensal ou trimestralmente a revista cultural "Mosaico", que era escrita em português, chinês e inglês. Na altura, este órgão do CCM, que começou a ser publicado em Setembro de 1950, afirmava ser "a única revista cultural em Português, Inglês e Chinês que se publica em todo o Mundo". Os principais colaboradores desta revista trilingue foram Graciette Batalha, padre Fernando Herberto Maciel, Henrique de Senna Fernandes, José Silveira Machado, Luís Gonzaga Gomes, capitão Pimentel Bastos, Lígia Pinto Ribeiro e António Nolasco. Importantes estudos, ensaios e artigos do famoso sinólogo macaense Luís Gonzaga Gomes estão nesta revista, que marcou a vida cultural de Macau nos anos 50 do século XX. O "Mosaico" publicou o seu último número em Dezembro de 1957. Em 2005, o Instituto Internacional de Macau (IIM) utilizou o nome desta saudosa revista para designar uma nova colecção editada por ela. Esta colecção editorial pretende acolher "textos dos diversíssimos temas de conferências, comunicações ou depoimentos, textos curtos, mas cuja qualidade e interesse merecem justa e melhor divulgação"
Segundo David Brookshaw, investigador da Universidade de Bristol, ainda não se sabe muito bem as razões que ditaram o fim da profícua actividade cultural e editorial do CCM. Especula-se que podia ter sido a morte de Pedro José Lobo (1965), o início da Guerra Colonial Portuguesa (1961) ou ainda a invasão de Goa, Damão e Diu pela Índia (1961). Estes acontecimentos, associados à crescente hostilidade dos maoístas chineses (expressa no seu máximo durante o motim 1-2-3 de 1966), marcaram profundamente na negativa as comunidades macaense e portuguesa, numa altura em que o próprio futuro de Macau estava ainda incerto. Estes efeitos traumáticos puseram em causa a própria definição da identidade macaense, que dependia do seu vínculo com Portugal. De facto, a produção cultural lusófona local em geral, mas mais especificamente dentro da comunidade macaense, só voltou a ser novamente significativa nos finais da década de 70.
Em 2009, o Governo da Região Administrativa Especial de Macau atribuiu um subsídio para um grupo intitulado "Círculo Cultural de Macau". Porém, não se sabe se este grupo possui alguma relação com a associação criada por Pedro José Lobo.